# Juraj Gracin
Juraj Gracin (Zara, 14 maggio 1938 – Zara, 28 aprile 2021) è stato uno storico della letteratura, traduttore, critico letterario e musicale croato.

## Biografia
Per anni direttore dell'Istituto di italianistica presso la Facoltà di lettere e filosofia dell'Università zaratina, fu ideatore e direttore del corso post laurea di letteratura; all'Università insegnava anche cultura teatrale, cinematografica e musicale. Fu traduttore dall'italiano al croato e viceversa. La sua bibliografia generale comprende più di cinquecento titoli. Per quanto concerne la letteratura italiana, tradusse e commentò San Francesco d'Assisi, Dante, Michelangelo Buonarroti, Niccolò Machiavelli, Carlo Goldoni, Giacomo Leopardi, Alessandro Manzoni, Niccolò Tommaseo, Giosuè Carducci, Giovanni Verga, Luigi Pirandello, Italo Svevo, Giuseppe Ungaretti, Ugo Betti, Eugenio Montale, Dino Buzzati, Alberto Moravia, Salvatore Quasimodo, Giorgio Bassani, Vittorio Sereni, Andrea Zanzotto, Mario Luzi, Claudio Damiani, Andrea Camilleri e altri. È da rilevare la sua traduzione integrale degli Inni Sacri di Alessandro Manzoni, Zagabria 1995, l'unica dopo il 1875 in Croazia.

## Volumi pubblicati in Italia
- Il poeta dell'evento esistenziale. In occasione del II centenario della nascita di Giacomo Leopardi, Brescia, 1998
- Gli italiani di Miroslav Krleža, Viareggio-Lucca, Mauro Baroni Editore, 1999
- Scritti sulla letteratura Italiana, Gussago, Vannini Editrice, 2003